# Station Hod Hasjaron Sokolov
Station Hod Hasjaron Sokolov (Hebreeuws: תחנת הרכבת הוד השרון - סוקולוב Taḥanat HaRakewet Hod HaSjaron Sokolov) is een treinstation in de Israëlische plaats Hod Hasjaron. Het is een station op de trajecten Hod Hasjaron-Tel Aviv en Hod Hasjaron-HaRisjonim.
Het station is gelegen aan de regionale weg 531.
Het stationsgebouw ligt aan de straat Arlozorov.
Station Hod Hasjaron bestaat uit 2 perrons en is op 2 september 2006 officieel geopend.

## Faciliteiten
- Telefooncel
- Loket
- 2 ticketmachines
- Roltrappen
- Liften
- Restaurant
- Parkeerplaats
- Toiletten

| Eindbestemming | Vorig station | Lijn                     | Volgend station    | Eindbestemming    |
| -------------- | ------------- | ------------------------ | ------------------ | ----------------- |
| eindpunt       | eindpunt      | Hod Hasjaron-Harisjoniem | Kfar Saba – Nordau | Harisjoniem       |
| eindpunt       | eindpunt      | Hod Hasjaron-Tel Aviv    | Kfar Saba – Nordau | Tel Aviv-HaHagana |